# Gioconda de Vito
Gioconda de Vito (ur. 26 lipca 1907 w Martina Franca, zm. 14 października 1994 w Rzymie) – włoska skrzypaczka.

## Życiorys
Ukończyła liceum muzyczne w Pesaro (1921), następnie studiowała w konserwatorium w Rzymie. W 1932 roku zdobyła I nagrodę na międzynarodowym konkursie skrzypcowym w Wiedniu. Wykładała w konserwatorium w Bari (1925–1934) oraz w Akademii Muzycznej św. Cecylii w Rzymie (1934–1958). Specjalizowała się w repertuarze klasycznym, wykonywała m.in. utwory Johannesa Brahmsa. W 1948 roku koncertowała z London Symphony Orchestra. Występowała m.in. z Nathanem Milsteinem i Edwinem Fischerem. Dokonała nagrań płytowych dla wytwórni HMV. W 1961 roku wycofała się z czynnego życia muzycznego, następnie osiadła w Wielkiej Brytanii.